# Відділ освоєння півночі

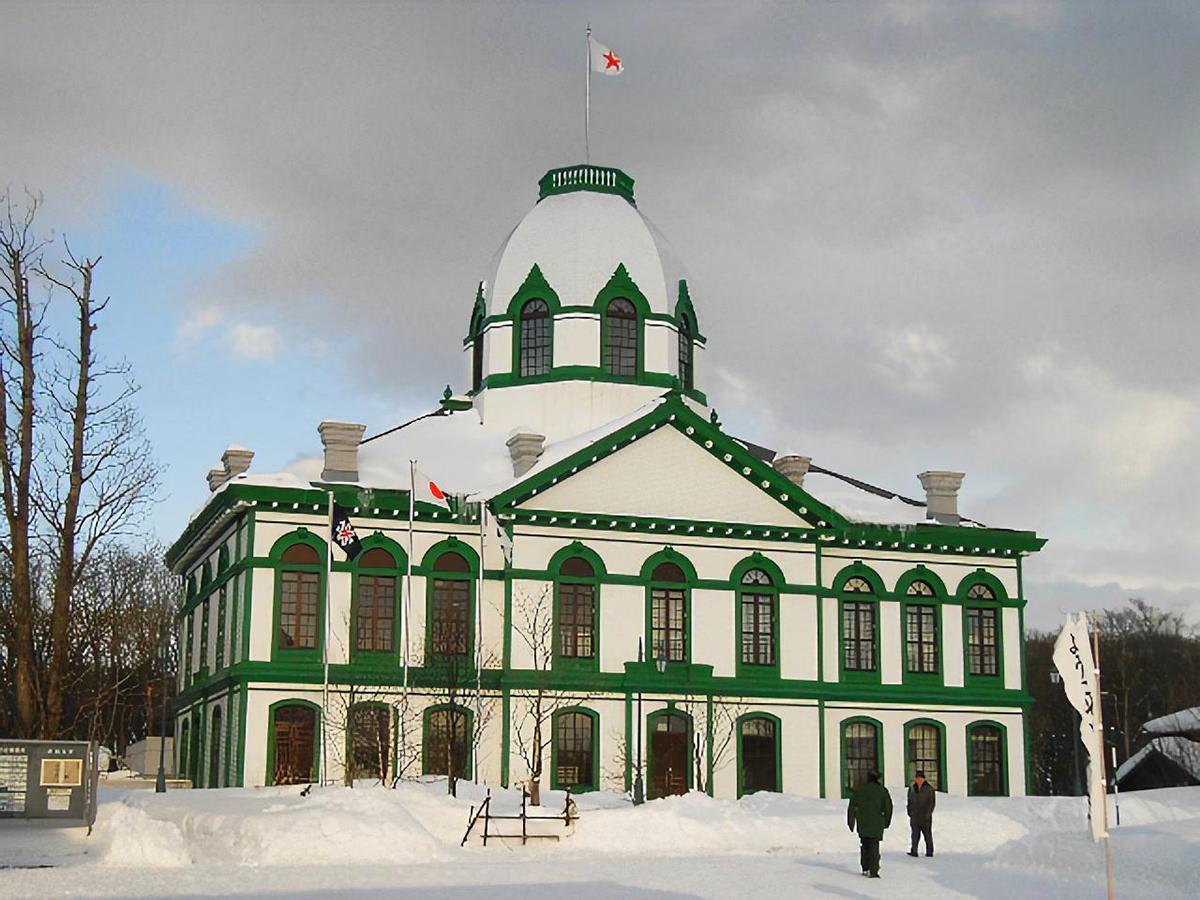
Головне управління Відділу освоєння півночі

Відділ освоєння півночі (яп. 開拓使, かいたくし, кайтаку-сі) — урядова установа Японії часів реставрації Мейджі. Керувала колонізацією Хоккайдо, Сахаліну та прилеглих островів. Існувала з 1869 по 1882 роки. Залучила велику кількість іноземних спеціалістів для освоєння північнояпонських територій. Головне управління відділу розташовувалося в місті Хакодате. 

## Голови
- Сайґо Цуґуміті (1874)
- Курода Кійотака (1874—1882)